# Julio Vila y Prades

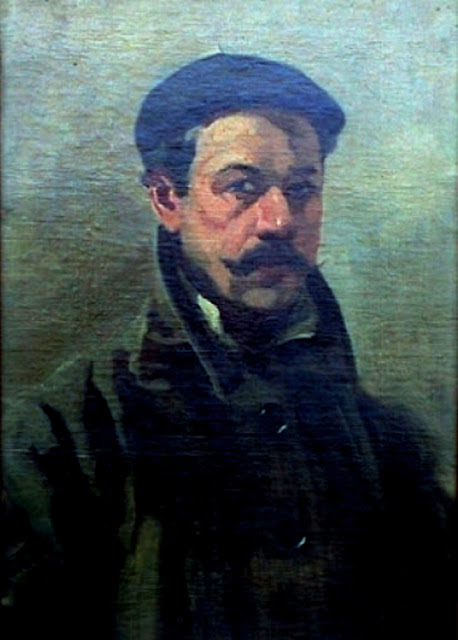
Julio Vila y Prades
Selbstporträt

Julio Vila y Prades (* 9. April 1873 in Valencia, Spanien; † 9. Juli 1930 in Barcelona) war ein spanischer Maler. Er war ein erfolgreicher, viel reisender Künstler der mit kostumbristischen Landschafts- und Porträtgemälden im Stil des impressionistischen Luminismus bekannt wurde. Seine hellen, freundlich wirkenden Werke waren vom Publikum leicht zu verstehen. Er fertigte ebenso elegante bürgerliche Porträts an, gestaltete private und öffentliche Räume mit Fresken und trug mit Historienbildern zur Ikonografie der südamerikanischen Geschichte bei. Einen wesentlichen Teil seines künstlerischen Lebens verbrachte er in Iberoamerika, wo er mit seinen Werken die zeitgenössische spanische Malerei einführte und von den spanischstämmigen Oberschichten vieler Länder mit Begeisterung aufgenommen wurde.